# Styppeiochloa hitchcockii
 (août 2025).
Espèce
Styppeiochloa hitchcockii est une espèce de plantes à fleurs de la famille des Poaceae. Son aire de répartition naturelle s'étend du centre jusqu'au Sud-Est de Madagascar. C'est une plante vivace qui pousse principalement dans le biome tropical à saison sèche,,,.

## Description
Styppeiochloa hitchcockii est une graminée vivace robuste. Il atteint généralement une hauteur de 30 à 80 cm. Ses feuilles étroites, de couleur vert-gris, mesurant environ 3 à 10 mm de large, poussent en touffes, lui donnant un aspect touffu. Ses tiges sont fines et délicates. Les capitules fleurissent en été, avec des épillets plumeux et allongés.

## Répartition et habitat
Styppeiochloa hitchcockii pousse à Madagascar. Il prospère principalement dans les plaines sèches et herbeuses et les contreforts montagneux, faisant preuve d'une grande résilience dans les environnements difficiles. Il est adapté à un climat semi-aride, préférant les sols bien drainés. Cette graminée privilégie les pH légèrement alcalins à neutres, souvent présents dans des sols sableux ou limoneux qui permettent un bon drainage tout en conservant l'humidité essentielle à sa croissance.

## Écologie
Styppeiochloa hitchcockii joue un rôle écologique en constituant un habitat essentiel pour diverses espèces sauvages. Il leur procure nourriture et abri. Son système racinaire contribue à la stabilisation des sols, prévenant ainsi l’érosion de ses habitats naturels. En offrant un abri et des possibilités de nourriture aux herbivores, cette graminée participe activement au maintien de l’équilibre écologique.

## Systématique
Le nom correct complet (avec auteur) de ce taxon est Styppeiochloa hitchcockii (A.Camus) Cope (d).
L'espèce a été initialement classée dans le genre Redfieldia sous le basionyme Redfieldia hitchcockii A.Camus.
Styppeiochloa hitchcockii a pour synonymes :
- Redfieldia hitchcockii f. aristata A.Camus
- Redfieldia hitchcockii f. mutica A.Camus
- Redfieldia hitchcockii subsp. isaloensis A.Camus
- Redfieldia hitchcockii var. micrantha A.Camus
- Redfieldia hitchcockii A.Camus